# موناتيك
دميترو موناتيك (الأوكرانية: Дмитро "Діма" Монатик ؛ من مواليد 1 أبريل 1986 في لوتسك) المعروف باسم  موناتيك ، مغني وكاتب أغاني راقص وملحن أوكراني .افتتح أول نصف نهائي من مسابقة الأغنية الأوروبية 2017 في 9 مايو.